# Оскар Уайльд и Эдуард Вильде
Оскар Уайльд и Эдуард Вильде (эст. Oscar Wilde ja Eduard Vilde, также «Два Вильде») — скульптурная группа в городе Тарту, Эстония. Расположена на улице Валликраави у дома № 4, рядом с рестораном вина и искусства «Vilde ja Vine» (улица Юликооли, д. 6А). Автор — эстонский скульптор Тийу Кирсипуу. Памятник является одним из самых известных и популярных в Тарту.

## История
Скульптурная композиция была открыта 30 мая 1999 года.
Идея памятника — весёлая спекуляция на литературную тему: современники — английский писатель ирландского происхождения Оскар Уайльд (1854—1900, на эстонском языке его фамилию можно прочесть как Вильде) и эстонский писатель Эдуард Вильде (1865—1933, его фамилия при написании Wilde на английском языке читается как Уальд, поэтому возникает определённая игра слов) — сидят друг против друга на одной скамейке и ведут беседу. Подобной ситуации не было в реальности: Оскар Уйальд никогда не посещал Тарту и не встречался с Эдуардом Вильде где-либо в другом месте. По словам автора скульптуры Тийу Кирсипуу, при её создании она подразумевала 1890 год, когда два этих писателя действительно могли бы встретиться и обменяться несколькими весёлыми фразами. Создавая скульптурные портреты писателей, она использовала их фотографии. Фигуры писателей выполнены из бронзы, скамья — из гранита.

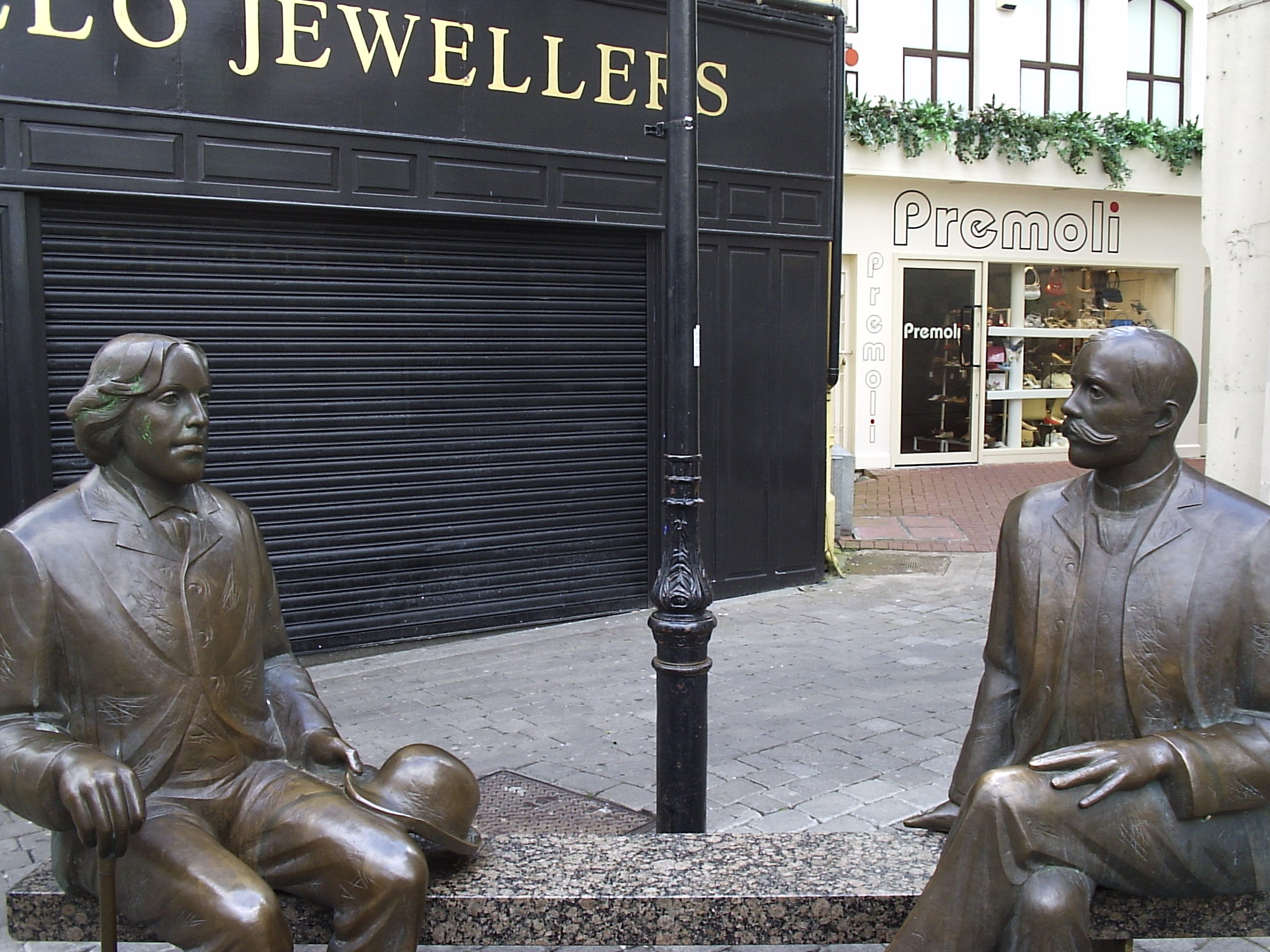
Копия скульптуры в Ирландии

Идея поставить такую скульптурную композицию в этом месте возникла после открытия ирландским предпринимателем (позже и владельцем тартуского отеля «Wilde Guest Apartments») паба с названием «The Wilde Irish Pub». Им было учтено созвучие названия паба с фамилией классика эстонской литературы Эдуарда Вильде (эст. Eduard Vilde). Второй смысл названия — «дикий (англ. wild) паб».
Сооружение памятника финансировалось при значительном участии городской управы Тарту и на частные вклады многих местных жителей (на стене у входа в паб укреплена табличка с именами жертвователей).
Копия скульптурной группы в 2004 году была подарена городу Голуэй в Ирландии.